# 李彦鲁
李彦鲁（？—915年）是控制静难（治所在今陕西咸阳）的唐朝/岐国军阀李继徽之子，毒杀父亲后，短暂控制静难。
李彦鲁生年不详。天复十四年（914年）十二月，因史书未载的原因，他毒死了父亲李继徽，接管了静难，自称留后。他主管镇务五十余日后于次年四月被养兄弟（李继徽养子）李保衡（《十国春秋·刘知俊传》作李彦康）所杀，李保衡投降岐国的敌国后梁。自此，岐国再不能收复静难。